# Las Cañas
Las Cañas ist eine Ortschaft in Uruguay.

## Geographie
Sie befindet sich im südwestlichen Teil des Departamento Río Negro in dessen Sektor 1. Las Cañas liegt am Ufer des Río Uruguay circa drei Kilometer südlich der Mündung des Arroyo Fray Bentos in diesen. Nordöstlich sind Barrio Anglo und die Stadt Fray Bentos gelegen.

## Infrastruktur
Las Cañas ist als – insbesondere auch bei den argentinischen Nachbarn – populärer Badeort ausgerichtet auf den Tourismus und verfügt über ein entsprechendes Campingplatz-Angebot.

## Einwohner
Der Ort hatte bei der Volkszählung im Jahr 2011 177 Einwohner.
| Jahr | Einwohner |
| ---- | --------- |
| 1963 | -         |
| 1975 | -         |
| 1985 | -         |
| 1996 | 109       |
| 2004 | 80        |
| 2011 | 177       |

Quelle: Instituto Nacional de Estadística de Uruguay